# غيفورد بنكوت
غيفورد بنكوت (بالإنجليزية: Gifford Pinchot)‏ (و. 1865 – 1946 م) هو عالم نبات، وعالم غابات، وأستاذ جامعي، وكاتب أمريكي، كان عضوًا في الحزب الجمهوري، توفي في نيويورك، عن عمر يناهز 81 عاماً، بسبب ابيضاض الدم.

## مناصب
تولى منصب حاكم ولاية بنسلفانيا ‏ (20 يناير 1931–15 يناير 1935)
- حاكم ولاية بنسلفانيا  [لغات أخرى]‏ (16 يناير 1923–18 يناير 1927)
- دائرة الغابات في الولايات المتحدة (15 مارس 1898–1 فبراير 1905).

## التعليم
تعلم في جامعة ييل، وأكاديمية فيليبس إكستر.

## جوائز
حصل على جوائز منها:
- ميدالية الرعاية العامة [الإنجليزية]‏ (1916).

## روابط خارجية
- غيفورد بنكوت على موقع الموسوعة البريطانية (الإنجليزية)